# 神州俠侶
《神州俠侶》，是1985年中国电视公司武俠电视剧，製作單位永真電視電影，製作人周遊，編劇張信義，導演何東興，根据梁羽生原著武侠小说《白发魔女传》改编，潘迎紫和孟飛主演。

## 簡介
《神州俠侶》是周遊繼1984年中視週日八點檔連續劇《神鵰俠侶》之後的力作，當初中視打算以續篇方式播出，但是遭到各方諸多反應而稍加改名、延檔推出。本劇的劇情完全是張信義編造的，他按潘迎紫、孟飛金童玉女的形象編了十七集的劇本。1985年4月，張信義表示，當初的構想，除了擬以自編的武俠劇本和改編的武俠劇做個比較外，最主要是希望乘《神鵰俠侶》之勝，讓本劇有較好成績。由於當時永真電視電影既製作電視劇、也大量生產錄影帶，永真電視電影自備的外景攝影機在平均每天出機四、五組的工作負荷量下，只有盡量減低電視劇外景作業，而以攝影棚內拍攝為主。本劇在中視南港攝影棚錄影，何東興說，「外景拍攝，必須憑套招，用真功夫來打鬥；棚內拍攝，因為舞蹈化的表演，觀眾也能接受」。

## 劇情大意
青城派為找尋傳說中的劍魔神宮，派李誠率弟子闖入雪魔派聖地聖幽谷。李誠遭雪魔派大弟子蕭玉雪打傷，卻意外進入了聖幽谷內部的劍魔神宮，並誤開機關，封閉了神宮大門。李誠最後負傷逃走，蕭玉雪向其母紅花鬼母稟告。紅花鬼母得知劍魔神宮封閉後，知道答應前任教主「神宮不閉，不准出谷」的誓言已然作廢，於是派蕭玉雪下山去找青城派報仇；蕭玉雪卻因此被青城派掌門打傷，並在療傷之處結識了白雲飛，兩人成為好朋友。日後蕭玉雪與青城派激戰時，蕭玉雪誤入計謀重傷，震驚地發現白雲飛是青城派弟子。白雲飛見情況緊急，冒背叛師門之罪，救走了蕭玉雪……。